# Essen
Essen è una città extracircondariale di 579 432 abitanti della Renania Settentrionale-Vestfalia, in Germania.
Appartiene alla regione della Ruhr, di cui è il secondo maggiore centro dopo Dortmund. Dopo Colonia, Düsseldorf e Dortmund, è la quarta città del land e la nona dell'intera Germania. È legata all'industria siderurgica della famiglia Krupp, originaria di Essen. 
La città ha ricevuto il Premio Capitale verde europea per il 2017.

## Geografia fisica

### Territorio

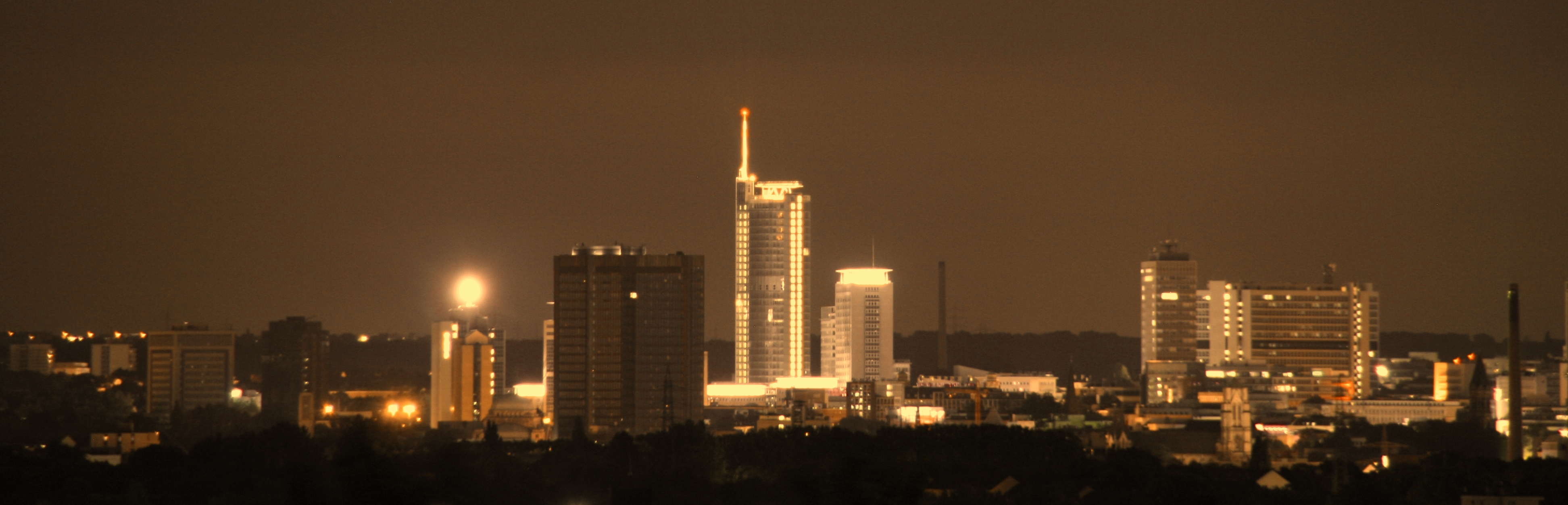
Lo skyline della città di notte

Essen si trova al centro della regione della Ruhr, compresa nella regione metropolitana della Rhein-Ruhr. Nella popolosa conurbazione è situata a metà strada tra Düsseldorf e Dortmund ed è molto vicina ad altri importanti centri: Duisburg, Bochum, Wuppertal e Gelsenkirchen.

### Clima
| Essen               | Mesi | Mesi | Mesi | Mesi | Mesi | Mesi | Mesi | Mesi | Mesi | Mesi | Mesi | Mesi | Stagioni | Stagioni | Stagioni | Stagioni | Anno |
| Essen               | Gen  | Feb  | Mar  | Apr  | Mag  | Giu  | Lug  | Ago  | Set  | Ott  | Nov  | Dic  | Inv      | Pri      | Est      | Aut      | Anno |
| ------------------- | ---- | ---- | ---- | ---- | ---- | ---- | ---- | ---- | ---- | ---- | ---- | ---- | -------- | -------- | -------- | -------- | ---- |
| T. max. media (°C)  | 4,2  | 5,2  | 9,3  | 13,8 | 18,3 | 21,2 | 22,7 | 22,4 | 19,2 | 14,2 | 8,4  | 5,4  | 4,9      | 13,8     | 22,1     | 13,9     | 13,7 |
| T. min. media (°C)  | −0,6 | −0,4 | 2,0  | 4,6  | 8,3  | 11,2 | 13,3 | 13,0 | 10,4 | 6,8  | 3,3  | 0,8  | −0,1     | 5,0      | 12,5     | 6,8      | 6,1  |
| Precipitazioni (mm) | 72   | 52   | 65   | 57   | 71   | 85   | 81   | 75   | 67   | 66   | 71   | 81   | 205      | 193      | 241      | 204      | 843  |

## Storia

### Etimologia
Nelle nazioni germanofone il nome della città causa spesso confusione per ciò che riguarda la sua origine, poiché corrisponde all'infinito del verbo tedesco essen, che significa "mangiare", e al sostantivo Essen, che significa "cibo". Gli esperti discutono ancora sull'interpretazione del toponimo e hanno formulato alcune ipotesi.
La forma più antica del nome della città è Astnide, che si trasformò in Essen passando attraverso forme come Astnidum, Assinde, Essendia ed Esnede. Il nome Astnide poteva riferirsi ad territorio ricco di molti frassini o a una regione nell'est dell'Impero dei Franchi. Si è anche pensato a una derivazione dall'antico termine tedesco per indicare il focolare, Esse, data la storia industriale della città, ma il legame è assai improbabile poiché le forme antiche del nome hanno origine in tempi precedenti l'industrializzazione.

## Monumenti e luoghi d'interesse

### Architetture religiose e civili
- Cattedrale, costruita a partire dalla metà del VII secolo e più volte restaurata, è situata nel cuore della città. Al suo interno è custodito un tesoro fra i più importanti di tutto il paese per pregio e qualità delle opere. Tra di esse spicca la celebre Madonna d'oro di Essen, la più antica scultura della Vergine esistente realizzata a nord delle Alpi;
- Sinagoga vecchia, inaugurata nel 1913, è uno degli edifici di culto ebraici più grandi e imponenti della Germania, uno dei pochi ad essere sopravvissuto alle distruzioni del periodo nazista;
- Museo Folkwang, museo d'arte moderna e contemporanea con opere di pittura, scultura e grafica;
- Miniere di carbone dello Zollverein, complesso industriale storico, patrimonio dell'UNESCO;
- Ruhr Museum, museo di storia naturale e culturale;

## Cultura
La Techno-Classica è una fiera di auto d'epoca, che dal 1989 si svolge ogni anno in primavera durante la Messe Essen.
Nel 2010 Essen è stata capitale europea della cultura. La città ospita l'università di Duisburg-Essen.

### Eventi
Nel 1968 e nel 1969 si svolse ad Essen il festival musicale International Essener Songtage, con molti ospiti importanti come Tim Buckley, Frank Zappa con The Mothers of Invention, i Tangerine Dream, Julie Driscoll e Brian Auger & The Trinity, gli Amon Düül e altri
Nel 2013, dal 26 luglio al 28 luglio, a Essen si è tenuta la seconda edizione europea della convention di Star Wars, ovvero la "Star Wars Celebration Europe II", che ha avuto in tre giorni un totale di 20 000 visitatori.

## Geografia antropica

### Suddivisioni amministrative
Essen è suddivisa in 9 distretti urbani (Stadtbezirk), a loro volta suddivisi in quartieri (Stadtteil), complessivamente 50:
| N°   | Distretto                                               | Quartieri |
| ---- | ------------------------------------------------------- | --- |
| I    | Stadtmitte / Frillendorf / Huttrop                      | Stadtkern (01) Ostviertel (02) Nordviertel (03) Westviertel (04) Südviertel (05) Südostviertel (06) Huttrop (11) Frillendorf (36) |
| II   | Rüttenscheid / Bergerhausen / Rellinghausen / Stadtwald | Rüttenscheid (10) Bergerhausen (12) Rellinghausen (13) Stadtwald (14)                                                             |
| III  | Essen West                                              | Altendorf (07) Frohnhausen (08) Holsterhausen (09) Fulerum (15) Haarzopf (28) Margarethenhöhe (41)                                |
| IV   | Borbeck                                                 | Schönebeck (16) Bedingrade (17) Frintrop (18) Dellwig (19) Gerschede (20) Borbeck-Mitte (21) Bochold (22) Bergeborbeck (23)       |
| V    | Altenessen / Karnap / Vogelheim                         | Altenessen-Nord (24) Altenessen-Süd (25) Karnap (40) Vogelheim (50)                                                               |
| VI   | Zollverein                                              | Schonnebeck (37) Stoppenberg (38) Katernberg (39)                                                                                 |
| VII  | Steele / Kray                                           | Steele (34) Kray (35) Freisenbruch (45) Horst (46) Leithe (47)                                                                    |
| VIII | Essen-Ruhrhalbinsel                                     | Heisingen (31) Kupferdreh (32) Byfang (33) Überruhr-Hinsel (43) Überruhr-Holthausen (44) Burgaltendorf (48)                       |
| IX   | Werden / Kettwig / Bredeney                             | Bredeney (26) Schuir (27) Werden (29) Heidhausen (30) Fischlaken (42) Kettwig (49)                                                |

## Economia

La miniera di carbone Zollverein è il punto di riferimento della città

Essen è un importante centro economico che ospita attività industriali e terziarie di rilevanza mondiale.
In città si trova uno dei due quartieri generali della ThyssenKrupp, la principale azienda siderurgica europea, nata nel 1999 dalla fusione tra la Thyssen della vicina Duisburg e la Krupp della famiglia omonima. Già alla fine del XVI secolo ad Essen erano attive diverse miniere di carbone e la città iniziò a essere un importante centro economico legato alla produzione di armi. Ulteriore sviluppo industriale si ebbe con l'industria siderurgica della famiglia Krupp: nel 1811 Friedrich Krupp creò la sua prima fabbrica, e nel giro di due decenni Essen divenne uno dei più grandi poli industriali europei. Nel 1896 la città contava 100 000 abitanti.
La maggiore compagnia della città è la E.ON, seguita dalla RWE; sono i principali produttori nazionale di energia elettrica. Sono presenti anche la Hochtief (costruzioni), ALDI Nord (grande distribuzione), Evonik, Arcandor AG, Medion (elettronica di consumo), Deichmann (commercio di scarpe), DB Schenker (divisione logistica delle ferrovie Deutsche Bahn). Fino al 2003 ospitava anche la filiale tedesca della Coca-Cola, poi spostata a Berlino.

## Infrastrutture e trasporti

### Ferrovie
Essen è servita dalle linee S1, S2, S3, S6 e S9 del sistema S-Bahn Reno-Ruhr.

### Porti

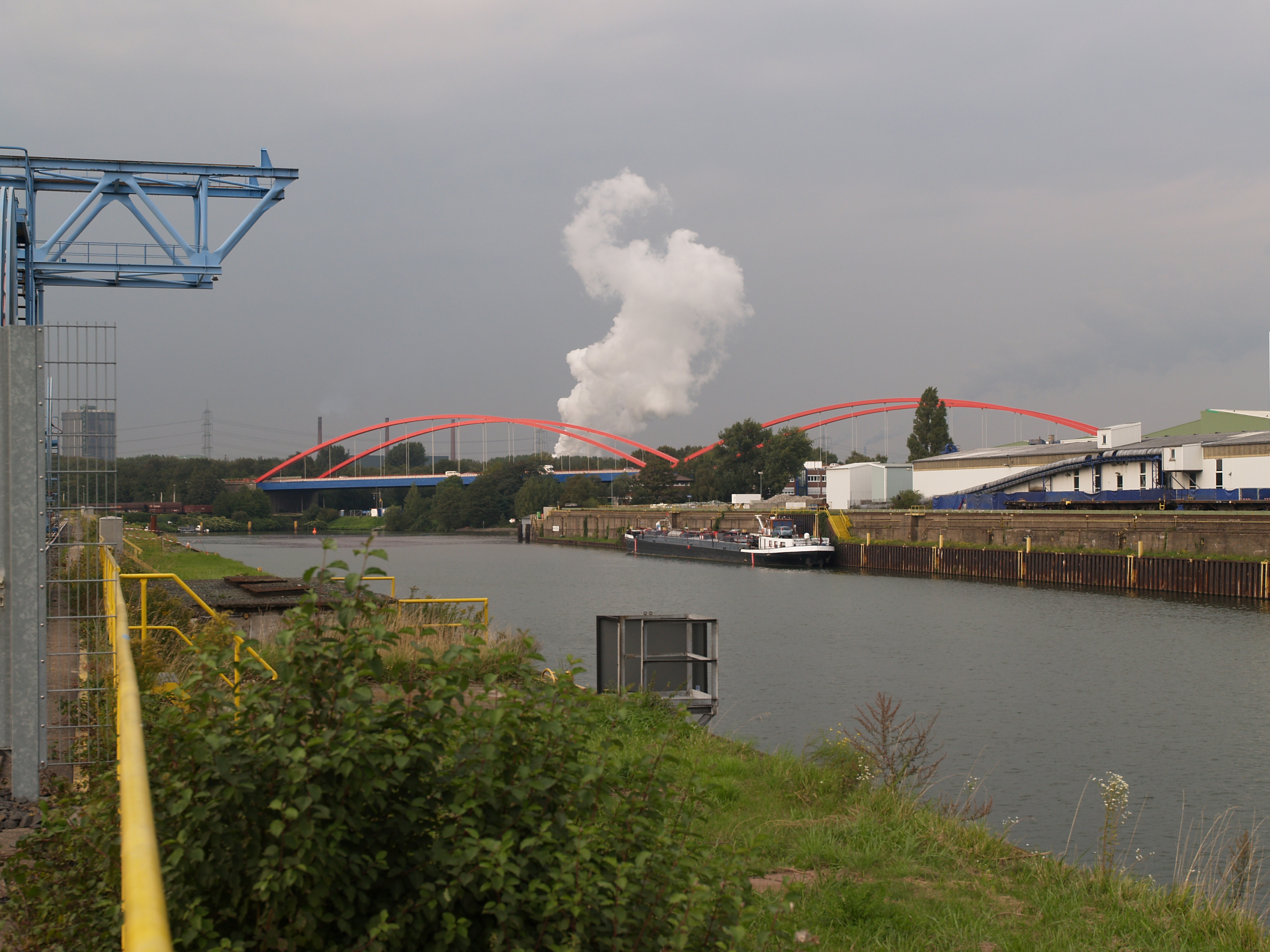
Il porto di Essen

Il porto Stadthafen Essen fu creato nel 1934, ed è il porto più giovane della zona della Ruhr e Reno. È gestito dalla Stadtwerke dal 1987. Il porto ha un pontile sulla riva e un bacino portuale; l'area dell'acqua è di 63000 m².
I beni di più importanti che vi transitano sono i combustibili minerali, l'olio minerale e i prodotti chimici, pietre e terra, ferro e acciaio.

### Mobilità urbana
Dispone anche di una metropolitana leggera, chiamata Ruhrbahn.

## Amministrazione

### Gemellaggi
- Sunderland, dal 1949
- Tampere, dal 1960
- Grenoble, dal 1974
- Nižnij Novgorod, dal 1991
- Tel Aviv, dal 1991

## Sport
Vi ha sede il Rot-Weiss Essen, società di calcio. La squadra di pallacanestro è l'ETB Wohnbau Baskets Essen.